# Amprenta de apă

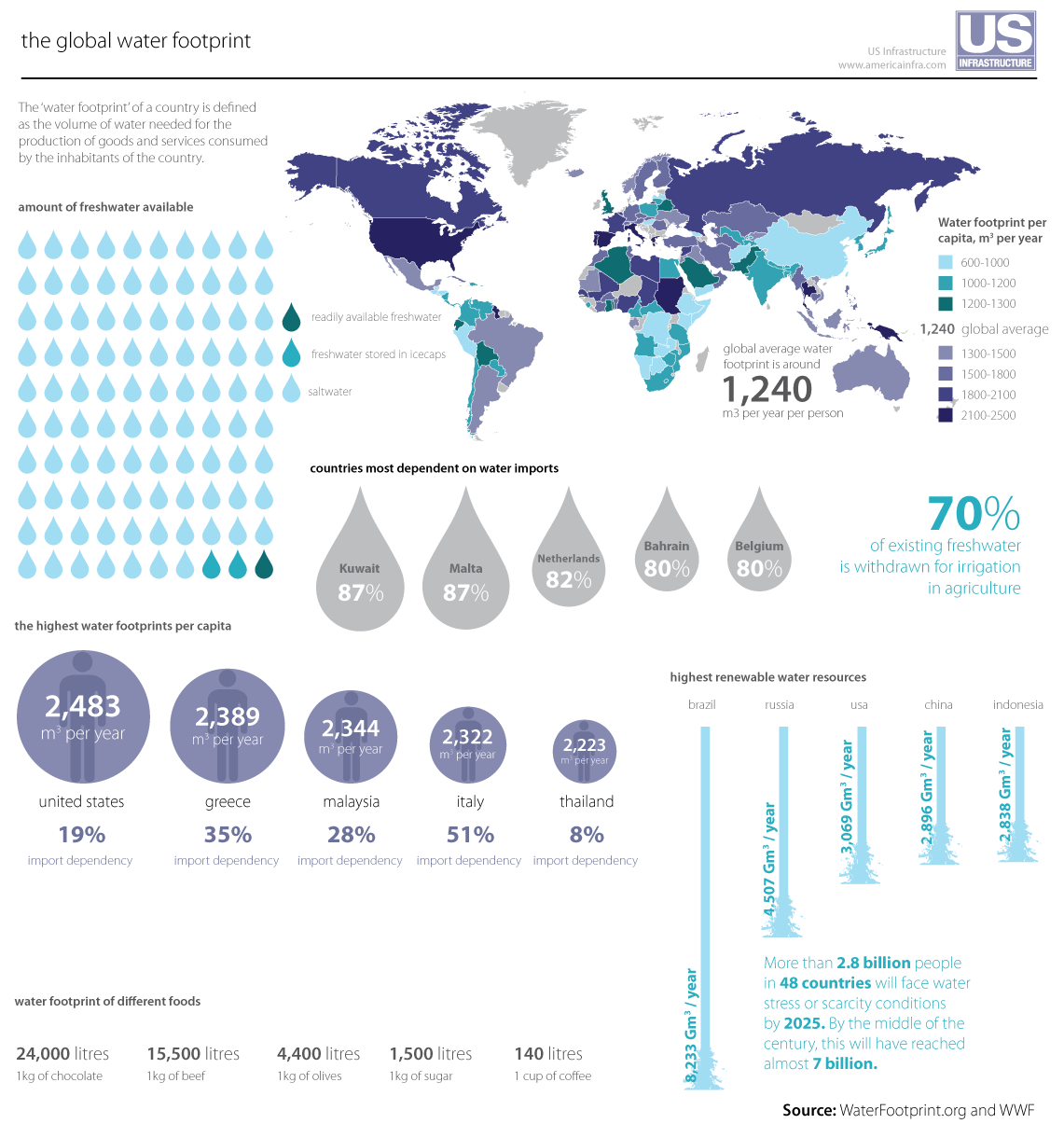

Amprenta de apă indică gradul de utilizare a apei în funcție de cantitatea consumată de către oameni. Amprenta de apă a unui individ, a unei comunități sau a unei întreprinderi reprezintă volumul total de apă dulce folosit pentru producerea bunurilor și serviciilor consumate de către individ sau comunitate ori produse de către întreprindere. Utilizarea apei se măsoară calculând volumul de apă consumat (evaporat) și/sau poluat pe unitate de timp. Amprenta de apă se poate calcula pentru orice grup bine definit de consumatori (de exemplu, un individ, o familie, un sat, un oraș, o provincie, un stat sau o națiune) sau producători (de exemplu, o organizație publică, o întreprindere privată sau un sector economic), pentru un singur proces (cum ar fi cultivarea orezului) sau pentru orice produs sau serviciu.
În mod normal, utilizarea apei a fost abordată din perspectiva producției, cuantificând următoarele trei coloane de utilizare a apei: extragerea apei în sectorul agricol, industrial și domestic. Deși această perspectivă oferă date valoroase, este un mod limitat de a privi utilizarea apei într-o lume globalizată, în care produsele nu sunt întotdeauna consumate în țara în care au fost fabricate. În realitate, comerțul internațional cu produse agricole și industriale crează un flux global de apă virtuală sau apă încorporată (asemănător conceptului de energie încorporată ).
Conceptul de amprentă de apă a fost introdus în anul 2002, pentru a avea un indicator bazat pe consum al utilizării apei, care ar putea furniza informații utile pe lângă indicatorii tradiționali de utilizare a apei, axați pe sectorul de producție. Este analog conceptului de amprentă ecologică introdus în anii ’90. Amprenta de apă este un indicator explicit din punct de vedere geografic, care prezintă nu numai volumele de apă consumată și poluată, dar și localizările. Astfel, explică modul în care deciziile și procesele economice influențează disponibilitatea resurselor de apă adecvate și alte realități ecologice de pe glob (și invers). 

## Definiție și măsurători

### Amprenta de apă albastră
Amprenta de apă albastră este volumul de apă provenit din resursele de apă de suprafață sau subterane (lacuri, râuri, zone umede și acvifere), care s-a evaporat (de exemplu în timpul irigării culturilor), a fost încorporat într-un produs, a fost transferat de la un corp de apă la altul sau extras și returnat ulterior în același corp de apă. Atât irigarea culturilor agricole, cât și industria și consumul domestic de apă pot avea o amprentă de apă albastră.

### Amprenta de apă verde
Amprenta de apă verde este cantitatea de apă provenită din precipitații care, după ce a fost stocată în rizosferă (apă verde), este fie pierdută prin evapotranspirație, fie preluată de plante. Amprenta de apă verde este deosebit de relevantă pentru produsele agricole, horticole și forestiere.

### Amprenta de apă gri
Amprenta de apă gri este volumul de apă necesar pentru diluarea poluanților (deversări industriale, scurgeri din iazurile de decantare de la operațiunile miniere, apele uzate municipale netratate sau poluarea surselor nepunctuale, cum ar fi scurgerea agricolă sau scurgerea urbană), astfel încât calitatea apei să respecte standardele de calitate convenite.  Amprenta de apă gri se calculează astfel: 
{\displaystyle {\frac {L}{c_{\text{max}}-c_{\text{nat}}}}}
unde L este cantitatea de poluanți (ca flux de masă ), cmax concentrația maximă admisă și c nat concentrația naturală a poluantului în corpul de apă receptor (ambele exprimate în masă/volum).

### Calcularea amprentei de apă pentru diferiți actori
Amprenta de apă a unui proces este exprimată sub forma debitului volumic de curgere a apei. Cea a unui produs este reprezentată de amprenta totală (suma) a proceselor din tot lanțul său de aprovizionare, împărțită la numărul de unități de produs. Pentru consumatori, întreprinderi și zone geografice, amprenta de apă se află calculând volumul de apă pe timp, mai precis: 
- Amprenta de apă a unui consumator este suma amprentelor tuturor produselor consumate.
- Amprenta de apă a unei comunități sau a unei națiuni este suma pentru toți membrii, respectiv pentru toți locuitorii.
- Amprenta de apă a unei afaceri este amprenta tuturor bunurilor produse.
- Amprenta de apă a unei zone delimitate geografic reprezintă amprenta tuturor proceselor efectuate în această zonă. Bilanțul virtual al apei dintr-o zonă este importul net de apă virtuală V i, net, definit ca diferența dintre importul brut V i de apă virtuală și exportul său brut Ve. Amprenta de apă a consumului național WFarea,nat este reprezentată de suma dintre amprenta de apă din zona națională și bilanțul său virtual de apă.

## Istorie
Conceptul de amprentă de apă a fost inventat în 2002, de Arjen Hoekstra, profesor de gospodărire a apelor la Universitatea din Twente din Olanda, co-fondator și director științific la Water Footprint Network, în timp ce lucra la Institutul UNESCO pentru Învâțământ în Domeniul Apei. Amprenta de apă reprezintă un indicator pentru a măsura cantitatea de apă consumată și poluată pentru a produce bunuri și servicii în cadrul lanțului complet de aprovizionare.   Amprenta de apă aparține unei serii de indicatori de amprentă ecologică, din care fac parte, de asemenea, și amprenta de carbon și amprenta terestră. Conceptul de amprentă de apă este legat în continuare de ideea comerțului cu apă virtuală introdus la începutul anilor ’90 de profesorul John Allan (laureat al Premiului Stockholm Water Prize în 2008). Cele mai elaborate publicații despre modalitățile de estimare a amprentelor de apă sunt incluse într-un raport din 2004 privind Water footprint of nations de la UNESCO-IHE,  în cartea Globalization of Water din 2008  și în manualul din 2011 The water footprint assessment manual: Setting the global standard.  Organizația Water Footprint Network a fost înființată în anul 2008, datorită cooperării dintre cele mai importante instituții globale din domeniu. 

### Water Footprint Network (WFN)
Water Footprint Network este o comunitate de învățare internațională (organizație fără scop lucrativ în conformitate cu legislația olandeză) care servește ca o platformă pentru schimbul de cunoștințe, instrumente și inovații între guverne, întreprinderi și comunități preocupate de creșterea deficitului de apă și a nivelului de poluare a apei, precum și de impactul pe care îl au acești factori asupra oamenilor și asupra naturii. Rețeaua este formată din aproximativ 100 de parteneri din toate sectoarele - producători, investitori, furnizori și autorități de reglementare - precum și organizații neguvernamentale și comunitatea academică. Obiectivele acestei rețele sunt descrise după cum urmează: 
 Pentru a oferi soluții practice, bazate pe cercetare științifică și perspective strategice, care să permită companiilor, guvernelor, persoanelor fizice și micilor producătorilor să modifice modul în care folosim și împărțim apa dulce în limitele pământului. 

### Standardul international
În februarie 2011, organizația Water Footprint Network a lansat Standardul global pentru amprenta de apă, în urma unui efort global de colaborare între organizațiile de mediu, companii, instituții de cercetare și ONU. În iulie 2014, Organizația Internațională de Standardizare a emis ISO 14046: 2014, Environmental management—Water footprint—Principles, requirements and guidelines, pentru a oferi îndrumări practice privind efectuarea unei evaluări a amprentei de apă practicienilor din diferite domenii, precum companiile mari, autoritățile publice, organizațiile neguvernamentale, grupuri academice și de cercetare, precum și întreprinderi mici și mijlocii. Standardul ISO se bazează pe principiile evaluării ciclului de viață (LCA) și poate fi aplicat pentru diferite tipuri de evaluare a produselor și companiilor.

### Evaluarea ciclului de viață a utilizării apei
Evaluarea ciclului de viață (LCA) este o abordare sistematică, în etape, pentru evaluarea aspectelor de mediu și a efectelor potențiale asociate cu un produs, proces sau serviciu. „Ciclul de viață” se referă la activitățile majore legate de durata de viață a produsului, de la fabricarea, utilizarea și întreținerea sa, până la eliminarea sa finală, inclusiv la achiziția de materie primă necesară fabricării produsului. Astfel, a fost elaborată o metodă de evaluare pentru a determina impactul pe care îl are consumul de apă dulce asupra mediului. Aceasta analizează mai ales daunele aduse pe trei planuri care trebuie protejate: sănătatea umană, calitatea ecosistemului și resursele. Este esențial să se ia în considerare consumul de apă în cazul produselor care necesită resurse de apă semnificative (de exemplu, produsele agricole) și care, prin urmare, trebuie să fie supuse unei evaluări a ciclului de viață. În plus, evaluările regionale sunt la fel de necesare, deoarece impactul utilizării apei depinde de locație. Pe scurt, LCA este importantă, deoarece identifică impactul utilizării apei în cazul anumitor produse, consumatori, companii, națiuni etc., care pot ajuta la reducerea cantității de apă utilizată. 

## Disponibilitatea apei
La nivel global, aproximativ 4 la sută din precipitațiile care cad în fiecare an pe pământ (aproximativ 117.000 km3 (28.000 cu mi)), sunt utilizate pentru producția agricolă dependentă de ploaie și aproximativ jumătate sunt supuse evaporării și transpirației în păduri și în alte teritorii naturale sau cvasi-naturale. Restul, care ajung să contribuie la reîncărcarea apelor subterane și la scurgerile de suprafață, poartă uneori denumirea de „resurse totale de apă dulce regenerabilă”. Magnitudinea acestora a fost în 2012 estimată la 52.579 km3 (12.614 cu mi)/an. Ele reprezintă apa care poate fi folosită fie în flux, fie după extragerea din surse de apă de suprafață și subterane. Din cantitatea rămasă, aproximativ 3.918 km3 (940 cu mi) au fost extrase în 2007, dintre care 2.722 km3 (653 cu mi), sau 69 la sută, au fost utilizate în domeniul agricol, iar 734 km3 (176 mii), sau 19 la sută, de altă industrie. Cea mai mare parte din utilizarea apei extrase în domeniul agricol se datorează irigațiilor, care consumă aproximativ 5,1% din resursele totale de apă dulce regenerabilă. Utilizarea mondială a apei a crescut rapid în ultima sută de ani (vezi graficul din articolul New Scientist).

## Amprenta de apă a produselor (sectorul agricol)
Amprenta de apă a unui produs este volumul total de apă dulce utilizat pentru fabricarea produsului, însumat pe diferitele etape ale lanțului de producție. Amprenta de apă a unui produs nu se referă doar la volumul total de apă utilizat; se are în vedere, de asemenea, unde și când este folosită apa. Organizația Water Footprint Network deține o bază de date globală cu amprentele de apă ale produselor: WaterStat. Puțin peste 70% din rezervele de apă la nivel mondial sunt utilizate în sectorul agricol.
Amprentele de apă variază considerabil de la un regim alimentar la altul, iar o mare parte a variației tinde să fie asociată cu nivelurile consumului de carne. Următorul tabel oferă exemple de estimări ale amprentelor de apă medii globale ale unor produse agricole populare. 
| Produs               | Amprenta de apă medie globală, L / kg |
| -------------------- | ------------------------------------- |
| migdale, decojite    | 16194                                 |
| măr                  | 822                                   |
| banană               | 790                                   |
| carne, vită          | 15415                                 |
| pâine, grâu          | 1608                                  |
| unt                  | 5553                                  |
| varză                | 237                                   |
| brânză               | 3178                                  |
| pui                  | 4325                                  |
| ciocolată            | 17196                                 |
| scame de bumbac      | 9114                                  |
| castravete           | 353                                   |
| curmale              | 2277                                  |
| ouă                  | 3300                                  |
| arahide, în coajă    | 2782                                  |
| piele (vită)         | 17093                                 |
| salată verde         | 238                                   |
| porumb               | 1222                                  |
| mango / guava        | 1.800                                 |
| lapte                | 1021                                  |
| ulei de masline      | 14430                                 |
| portocale            | 560                                   |
| paste (uscate)       | 1,849                                 |
| piersici / nectarine | 910                                   |
| carne, porc          | 5988                                  |
| cartof               | 287                                   |
| dovleac              | 353                                   |
| orez                 | 2497                                  |
| roșii, proaspete     | 214                                   |
| roșii, uscate        | 4275                                  |
| boabe de vanilie     | 126505                                |

(Pentru mai multe amprente de apă ale produselor: consultați Galeria de produse a organizației Water Footprint Network Arhivat în 30 iulie 2020, la Wayback Machine.) 

## Amprenta de apă a companiilor (sectorul industrial)
Amprenta de apă a unei întreprinderi, „amprenta de apă corporativă”, reprezintă volumul total de apă dulce care este utilizat în mod direct sau indirect pentru a conduce și susține o afacere. Este volumul total al apei consumate care trebuie asociat cu utilizarea produselor și serviciilor oferite de întreprinderea respectivă. Amprenta de apă a unei întreprinderi constă în apa utilizată pentru producție / fabricare sau pentru activitățile de susținere și în utilizarea indirectă a apei în lanțul de furnizare al producătorului. 
Organizația Carbon Trust susține că o abordare mai solidă ar fi ca întreprinderile să nu se limiteze la o simplă măsurare volumetrică, ci să analizeze impactul total al apei în toate locațiile. Alături de compania farmaceutică mondială GlaxoSmithKline (GSK), Carbon Trust a analizat patru categorii cheie: disponibilitatea apei, calitatea apei, impactul asupra sănătății și licența de funcționare (inclusiv riscurile asupra reputației și riscurile reglementare), pentru a-i permite companiei GSK să măsoare cantitativ și să-și reducă în mod credibil impactul asupra apei de la an la an.
Peste o mie de fabrici aparținând companiei Coca-Cola își desfîșoară activitatea în aproximativ 200 de țări. Pentru fabricarea băuturii se utilizeză cantități mari de apă. Criticii spun că amprenta de apă a companiei este mare. Coca-Cola a început să ia în considerare sustenibilitatea resurselor de apă. Și-a stabilit acum obiective pentru a-și reduce amprenta de apă, cum ar fi tratarea apei pe care o folosește, astfel încât aceasta să revină în mediu în stare curată. Un alt obiectiv este să găsească surse durabile pentru materiile prime pe care le folosește la prepararea băuturilor sale, cum ar fi trestia de zahăr, portocalele și porumbul . Prin îmbunătățirea amprentei sale de apă, compania poate reduce costurile, îmbunătăți mediul și aduce beneficii comunităților în care își desfășoară activitatea.

## Amprenta de apă a consumatorilor individuali (sectorul intern)
Amprenta de apă a unui individ se referă la suma dintre utilizărea directă și indirectă de apă dulce a acestuia. Utilizarea directă a apei este apa folosită acasă, în timp ce utilizarea indirectă a apei se referă la volumul total de apă dulce care este utilizată pentru producerea bunurilor și serviciilor consumate. 
Amprenta  de apă globală medie a unei persoane este de 1.385 m3 pe an. Tabelul care urmează ilustrează câteva exemple de amprente de apă ale locuitorilor unor națiuni: 
| Națiune       | amprenta anuală de apă |
| ------------- | ---------------------- |
| China         | 1.071 m3               |
| Finlanda      | 1.733 m3               |
| India         | 1.089 m3               |
| Regatul Unit  | 1.695 m3               |
| Statele Unite | 2.842 m3               |

## Amprenta de apă a națiunilor

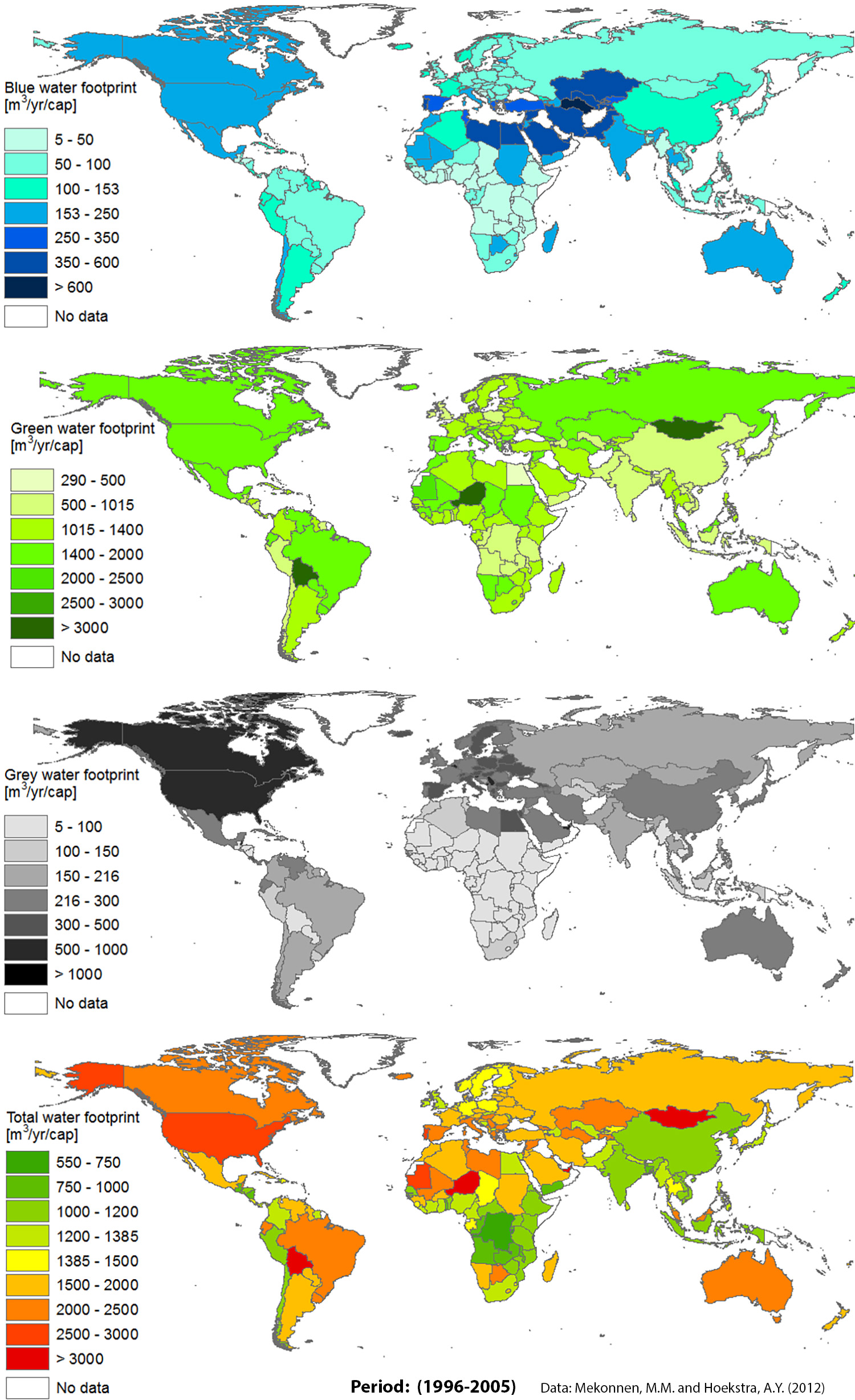
Imagine de ansamblu a amprentelor de apă naționale pe cap de locuitor

Amprenta de apă a unei națiuni este cantitatea de apă utilizată pentru a produce bunurile și serviciile consumate de locuitorii acelei națiuni. Analiza amprentei de apă a națiunilor ilustrează dimensiunea globală a consumului de apă și a poluării, arătând că mai multe țări se bazează foarte mult pe resurse de apă străine și că (tiparele de consum din) multe țări afectează semnificativ și în diverse moduri cantitatea de apă consumată și poluată în alte zone de pe Pământ, precum și modul în care se desfășoară poluarea și utilizarea apei. Dependențele internaționale de apă sunt substanțiale și sunt susceptibile să crească odată cu continuarea comerțului liber global. Cea mai mare pondere (76%) din fluxurile de apă virtuală între țări este legată de schimburile internaționale de culturi și de produse agricole derivate. Comerțul cu produse de origine animală și comerțul cu produse industriale au contribuit fiecare cu 12% la fluxurile globale de apă virtuală. Cei patru factori direcți principali care determină amprenta de apă a unei țări sunt: volumul consumului (legat de venitul național brut); modelul de consum (de exemplu, consum ridicat sau redus de carne); clima (condiții de creștere); și practicile agricole (eficiența utilizării resurselor de apă).

### Producție sau consum
Evaluarea totală a utilizării apei în funcție de consum poate fi abordată din ambele capete ale lanțului de aprovizionare. Amprenta de apă a producției estimează ce cantitate de apă din surse locale este folosită sau poluată pentru furnizarea bunurilor și serviciilor produse în țara respectivă. Amprenta de apă a consumului unei țari are în vedere cantitatea de apă folosită sau poluată (la nivel local, sau, în cazul mărfurilor importate, în alte țări), în legătură cu bunurile și serviciile consumate de locuitorii din acea țară. Amprentele de apă a producției și a consumului pot fi, de asemenea, estimate pentru orice unitate administrativă, cum ar fi un oraș, o provincie, un bazin hidrografic sau întreaga lume.

### Totală sau pe cap de locuitor
Amprenta de apă totală este suma totală a amprentelor de apă ale tuturor oamenilor. Amprenta de apă pe cap de locuitor a unei țări (amprenta de apă a acelei națiuni împărțită la numărul de locuitori) poate fi utilizată pentru a face o comparație cu amprentele de apă ale altor națiuni. 
Amprenta globală de apă în perioada 1996-2005 a fost de 9.087 Gm3/an (miliarde de metri cubi pe an, sau 9.087.000.000.000.000 litri/an). În alcătuirea acesteia intră amprenta de apă verde, în proporție de 74%, amprenta de apă albastră, în proporție de11% și amprenta de apă gri, în proporție de 15%. Este vorba despre o cantitate medie pe cap de locuitor de 1.385 Gm3/an sau 3.800 litri de persoană pe zi. În medie, 92% din această cantitate este încorporată în produsele agricole consumate, 4,4% în produsele industriale consumate și 3,6% în consumul de apă autohtonă. Amprenta de apă globală legată de producerea de bunuri destinate exportului este de 1.762 Gm3 ∕an.
În termeni absoluți, India este țara cu cea mai mare amprentă de apă din lume, în total 987 Gm3/an. În termeni relativi (adică luând în considerare dimensiunea populației), locuitorii Statelor Unite au cea mai mare amprentă de apă, cu 2480 m3/an pe cap de locuitor, urmată de oamenii din țările din sudul Europei, precum Grecia, Italia și Spania (2300-2400) m3/an pe cap de locuitor). Malaezia și Thailanda au, de asemenea, valori ridicate ale amprentei de apă. În schimb, poporul chinez are o amprentă de apă pe cap de locuitor relativ scăzută, cu o medie de 700 m3/an.  (Aceste numere sunt valabile și pentru perioada 1996-2005) 

### Internă sau externă

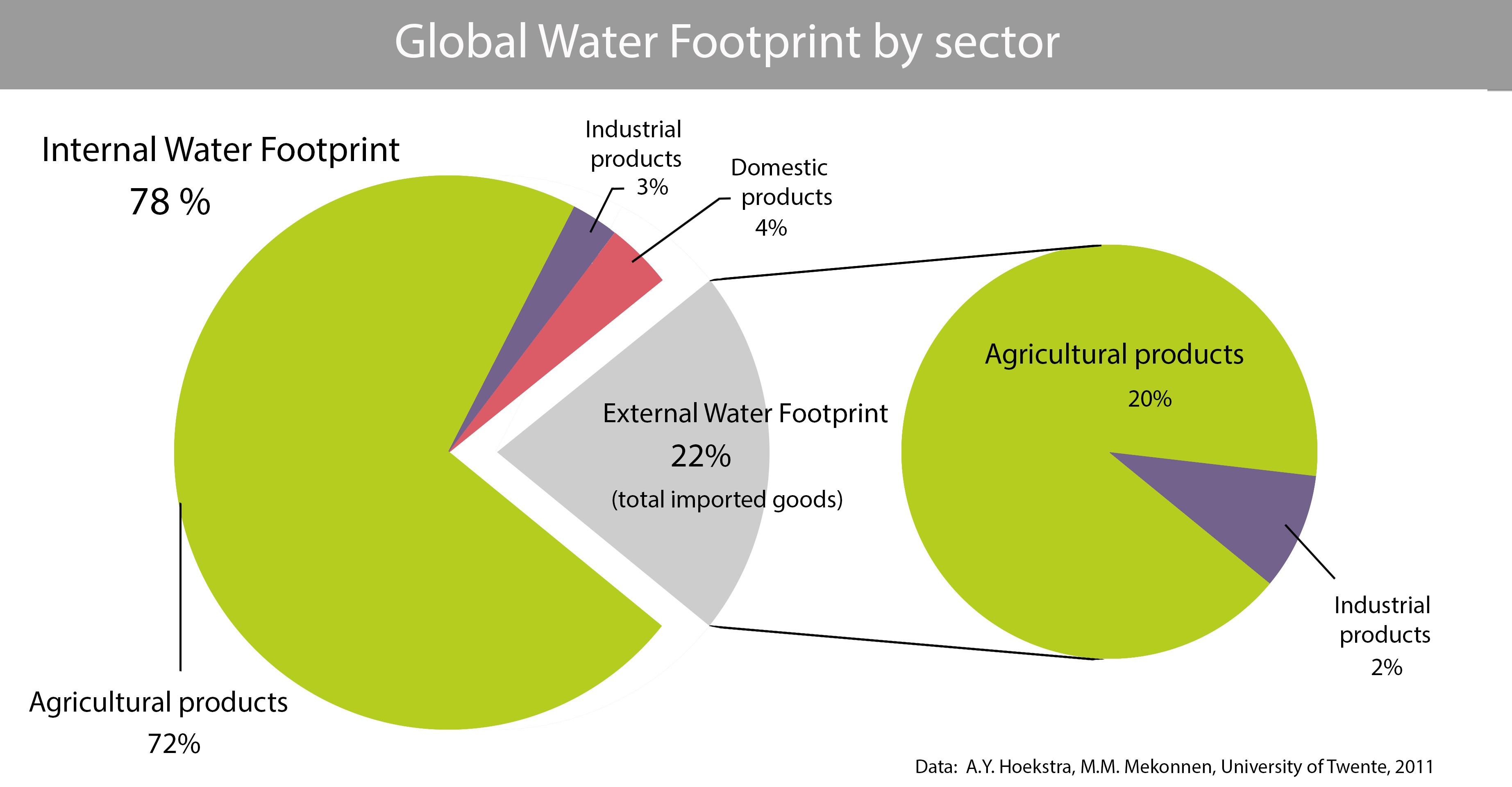
Valorile globale medii și compoziția tuturor amprentelor naționale de apă, interne și externe

Amprenta internă de apă este cantitatea de apă utilizată din resursele de apă autohtonă; amprenta externă de apă este cantitatea de apă utilizată în alte țări pentru a produce bunuri și servicii importate și consumate de locuitorii țării. Atunci când evaluați amprenta de apă a unei națiuni, este esențial să se țină seama de fluxurile internaționale de apă virtuală (numită și apă încorporată, adică apa folosită sau poluată în legătură cu toate mărfurile agricole și industriale) care părăsesc și intră în țară. Când se utilizează resursele de apă autohtonă ca punct de plecare pentru calcularea amprentei de apă a unei națiuni, se scad fluxurile de apă virtuală care părăsesc țara și se adaugă fluxurile de apă virtuală care intră în țară.
Componenta externă a amprentei de apă a unei națiuni variază puternic de la o țară la alta. Unele națiuni africane, cum ar fi Sudan, Mali, Nigeria, Etiopia, Malawi și Ciad nu au aproape nici o amprentă externă de apă, pur și simplu pentru că au importuri reduse. Pe de altă parte, unele țări europene - de exemplu Italia, Germania, Marea Britanie și Olanda - au amprente externe de apă care constituie 50–80% din amprenta totală a apei. Produsele agricole care, în medie, contribuie cel mai mult la amprentele de apă externe ale națiunilor sunt: carnea de vită, soia, grâul, cacao, orezul, bumbacul și porumbul.
Cele mai importante 10 națiuni exportatoare de apă virtuală brută, care împreună sunt responsabile pentru mai mult de jumătate din exportul global de apă virtuală, sunt Statele Unite (314 Gm3 ∕an), China (143 Gm3 ∕an), India (125 Gm3 ∕an), Brazilia (112 Gm3 ∕an), Argentina (98 Gm3 ∕an), Canada (91 Gm3 ∕an), Australia (89 Gm3 ∕an), Indonezia (72 Gm3 ∕an), Franța (65 Gm3 ∕an) și Germania (64 Gm3 ∕an).
Cele mai importante 10 națiuni importatoare de apă virtuală brută sunt Statele Unite (234 Gm3 ∕an), Japonia (127 Gm3 ∕an), Germania (125 Gm3 ∕an), China (121 Gm3 ∕an), Italia (101 Gm3 ∕an), Mexic (92 Gm3 ∕an), Franța (78 Gm3 ∕an), Regatul Unit (77 Gm3 ∕an) și Olanda (71 Gm3 ∕an).

## Utilizarea apei pe continente

### Europa
Fiecare cetățean din UE consumă în medie 4.815 litri de apă pe zi; 44% din această cantitate este utilizată în producția de energie mai ales pentru răcirea centralelor termice sau a centralelor nucleare. Consumul anual de apă  pentru producția de energie în UE 27 în 2011 a fost, în miliarde m³: pentru gaz 0,53, pentru cărbune 1,54 și nuclear 2,44. Energia eoliană a dus la  economisirea a 387 milioane de metri cubi (mn m³) de apă în 2012, evitând cheltuieli în valoare de 743 milioane EUR.  

### Asia
În sudul Indiei, statul Tamil este unul dintre principalii producători agricoli din India și se bazează în mare parte pe apele subterane pentru irigare. În zece ani, din 2002 până în 2012, misiunea Gravity Recovery and Climate Experiment a calculat că apele subterane s-au redus cu 1,4 m an -1, „cu aproape 8% mai mult decât rata anuală de reîncărcare”. 

## Utilizarea ecologică a apei
Deși consumul de apă din agricultură include furnizarea de valori ecologice terestre importante (așa cum s-a discutat în secțiunea „Amprenta de apă a produselor” de mai sus), și o cantitate semnificativă de „apă verde” este utilizată pentru menținerea pădurilor și a terenurilor sălbatice, există și o utilizare ecologică directă (de ex. ape de suprafață) care poate fi alocată de guverne. De exemplu, în California, unde problemele legate de consumul de apă sunt uneori serioase din cauza secetei, aproximativ 48% din „consumul de apă dedicat” într-un an mediu de apă este dedicat mediului înconjurător (ceva mai mult decât pentru agricultură). O astfel de utilizare ecologică a apei este destinată conservării apelor curgătoare, întreținerii habitatelor acvatice și riverane, menținerii umezelii zonelor umede etc. 

## Critici privind amprenta de apă și apa virtuală

### Nu este acordată suficientă atenție consecințelor pe care le au politicile de economisire a apei propuse asupra gospodăriilor agricole
Potrivit lui Dennis Wichelns de la Institutul Internațional de Gospodărire a Apelor: „Deși un obiectiv al analizei virtuale a apei este acela de a descoperi oportunități de îmbunătățire a siguranței aprovizionării cu apă, nu există aproape nici o mențiune despre impactul potențial pe care îl vor avea recomandările care decurg din această analiză asupra gospodăriilor agricole din țările industrializate sau în curs de dezvoltare. Este esențial să acordăm mai multă atenție defectelor inerente ale perspectivelor apei virtuale și ale amprentei de apă, mai ales atunci când căutăm îndrumări cu privire la deciziile politice." 

### Interpretarea amprentei de apă ar trebui să țină seama de deficitul regional de apă
Aplicarea și interpretarea amprentelor de apă pot fi uneori utilizate pentru promovarea activităților industriale care duc la critici facile ale anumitor produse. De exemplu, condiția conform căreia sunt necesari 140 de litri la producția de cafea pentru o cană ar putea fi inofensivă dacă recoltele sunt localizate mai ales în zone umede, dar ar putea avea efecte nocive asupra resurselor de apă în regiunile mai aride. De asemenea, ar trebui să se țină seama și de alți factori precum hidrologia, clima, geologia, topografia, populația și demografia. Cu toate acestea, calculele ridicate ale amprentei de apă sugerează că preocuparea pentru mediu ar putea fi adevată. 
În plus, utilizarea termenului de amprentă poate să inducă oamenii care sunt familiarizați cu noțiunea de amprentă de carbon în eroare, deoarece în conceptul de amprentă de apă sunt cuprinse cantități de apă însumate fără a fi neapărat evaluate și efectele aferente, spre deosebire de amprenta de carbon. În cazul acesteia din urmă, emisiile de carbon nu sunt pur și simplu rezumate, ci normalizate prin emisiile de CO2, care sunt identice la nivel global, pentru a explica daunele ecologice. Diferența se datorează naturii ceva mai complexe a apei; deși este implicată în ciclul hidrologic global, aceasta este exprimată atât în condiții locale, cât și regionale sub forme diferite, precum bazinele fluviale, bazinele hidrografice, până la apele subterane (intrând în alcătuirea sistemelor acvifere mai mari). 

## Utilizarea durabilă a apei
Utilizarea durabilă a apei presupune o evaluare riguroasă a tuturor surselor de apă potabilă pentru a stabili ratele de utilizare actuale și viitoare, efectele pe care le are această utilizare, atât în aval, cât și în zona mai largă în care poate fi utilizată apa și impactul fluxurilor de apă contaminate asupra mediului și asupra bunăstării economice a zonei. De asemenea, implică punerea în aplicare a politicilor sociale, cum ar fi stabilirea politicilor de tarifare a apei, pentru a gestiona cererea de apă. În unele zone, apa poate fi relevantă și din punct de vedere spiritual, iar în analiza utilizării apei trebuie să se țină cont de astfel de interese. De exemplu, maorii cred că apa este sursa și temelia vieții și au multe conotații spirituale legate de apă și de locurile asociate cu apa. La scară națională și globală, sustenabilitatea apei necesită o planificare strategică și pe termen lung pentru a asigura identificarea surselor adecvate de apă potabilă și înțelegerea și acceptarea efectelor economice și de mediu ale acestor alegeri. Reutilizarea și reciclarea apei este, de asemenea, o parte a sustenabilității, inclusiv efectele pe care le are atât asupra apelor de suprafață, cât și asupra celor subterane.

## Distribuții sectoriale ale utilizării apei extrase
Mai multe națiuni estimează distribuția sectorială a utilizării apei extrase din surse de suprafață și subterane. De exemplu, în Canada, în 2005, au fost utilizate 42 miliarde m³ de apă extrasă, dintre care aproximativ 38 miliarde m³ au fost reprezentate de apă dulce. Distribuția acestei utilizări pe sectoare a fost: generarea de energie termoelectrică 66,2%, producție 13,6%, locuițe 9,0%, agricultură 4,7%, comercială și instituțională 2,7%, sistemele de tratare și distribuție a apei 2,3%, minerit 1,1% și extracție de petrol și gaze 0,5 %. Cele 38 miliarde de metri cubi de apă dulce extrasă în acel an pot fi comparate cu randamentul anual al apei dulci naționale (estimat ca flux) de 3.472 miliarde metri cubi. Distribuția sectorială diferă din mai multe privințe în SUA, unde agricultura reprezintă aproximativ 39% din extragerile de apă dulce, generarea de energie termoelectrică reprezintă 38%, industria 4%, locuințele 1% și mineritul (inclusiv petrolul și gazul) 1%.
În cadrul sectorului agricol, apa extrasă este utilizată pentru irigare și pentru creșterea animalelor. Se estimează că toate irigațiile din SUA (inclusiv pierderile survenite în timpul transportului apei pentru irigație) reprezintă aproximativ 38 la sută din utilizarea de apă dulce extrasă din SUA, apa pentru irigație utilizată la producerea hranei pentru animale și furaje a fost estimată la aproximativ 9%, și alte consumuri de apă potabilă extrasă pentru sectorul animalelor (pentru băut, spălarea instalațiilor etc.) sunt estimate la aproximativ 0,7 la sută.  Deoarece agricultura este un utilizator important al apei extrase, schimbările în amploarea și eficiența utilizării acesteia sunt importante. În SUA, din 1980 (când consumul de apă extrasă în sectorul agricol a atins valoarea maximă) până în 2010, s-a înregistrat o scădere de 23 la sută în utilizarea în agricultură a apei extrase, în timp ce producția agricolă americană a crescut cu 49% în acea perioadă.
În SUA, datele privind aplicarea apei pentru irigații sunt colectate în ancheta cincinală Farm and Ranch Irrigation Survey, realizată ca parte a Recensământului din domeniul agricol. Aceste date indică diferențe mari în ceea ce privește utilizarea apei pentru irigații în diferite sectoare agricole. De exemplu, aproximativ 14 la sută din terenurile destinate cultivării porumbului pentru cereale și 11 la sută din pământul destinat cultivării de soia din SUA sunt irigate, comparativ cu 66 la sută din pământul destinat creșterii de legume, 79 la sută din terenurile de livadă și 97 la sută din pământul destinat culturilor de orez. 